# Johann Carl Seubert
Johann Carl Seubert (* 6. August 1760 in Urach; † 13. Januar 1845 in Stuttgart) war ein württembergischer Oberamtmann.

## Leben und Werk
Der Sohn des Medizinprofessors Ludwig Rudolf Seubert besuchte von 1778 bis 1784 die Hohe Karlsschule in Stuttgart und studierte dort Jura. 1785 bis 1796 arbeitete er als Sekretär beim Kirchenrat und von 1796 bis 1799 bei der Oberamtei, Kloster- und Forstverwaltung in Alpirsbach. 1799 übernahm er als Oberamtmann die Leitung des Oberamts Maulbronn. 1810 wechselte er zum Oberamt Welzheim, das von 1810 bis 1819 Oberamt Lorch hieß. Von 1817 bis 1825 war er schließlich Oberamtmann beim Oberamt Tübingen. 1825 ging er in den Ruhestand.